# La Communauté
Pour plus de détails, voir Fiche technique et Distribution.
La Communauté (Kollektivet) est un film danois réalisé par Thomas Vinterberg, sorti en 2016. Le film est présenté en sélection officielle à la Berlinale 2016.

## Synopsis
Dans les années 1970, au Danemark, Erik, professeur d’architecture, et Anna, journaliste à la télévision emménagent avec leur fille Freja dans une grande villa dont Erik a héritée, située à Hellerup, une banlieue huppée au nord de Copenhague. Anna imprégnée des idéaux libertaires très en vogue à cette époque, convainc son époux d’y vivre en communauté afin de partager les frais d'entretien de la maison.
Il regroupe alors bientôt autour d'eux une bande hétéroclite : un ami fidèle, un immigré dépressif, des parents accompagné de leur jeune fils malade et une jeune hippie libertine. 
Mais Erik s'éprend bientôt d'Emma, une de ses élèves. Anna invite donc la jeune fille à rejoindre la communauté dans l’espoir que la relation adultère de son mari soit une passade. Mais face à la nature humaine, le fragile équilibre du groupe s’effrite peu à peu jusqu’à l'implosion.

## Fiche technique
- Titre original : Kollektivet
- Titre français : La Communauté
- Réalisation : Thomas Vinterberg
- Scénario : Thomas Vinterberg et Tobias Lindholm
- Pays d'origine : Danemark
- Format : Couleurs - 35 mm - 2,35:1 - Dolby Digital
- Genre : drame
- Durée : 111 minutes
- Dates de sortie :
  -  Danemark : 14 janvier 2016
  -  Allemagne : 17 février 2016 (Berlinale 2016)
  -  France : 18 janvier 2017

## Distribution
- Ulrich Thomsen (VF : Guillaume Orsat) : Erik
- Fares Fares (VF : Raphael Cohen) : Allon
- Trine Dyrholm (VF : Micky Sebastian) : Anna
- Julie Agnete Vang : Mona
- Martha Sofie Wallstrøm Hansen : Freja
- Lars Ranthe (VF : Boris Rehlinger) : Ole
- Ole Dupont : gentleman
- Helene Reingaard Neumann (VF : Nathalie Bienaimé) : Emma
- Mads Reuther : Jesper
- Magnus Millang : Steffen
- Lise Koefoed : maquilleur
- Adam Fischer : étudiant en architecture
- Anne Gry Henningsen : Ditte
- Oliver Methling Søndergaard : Johannes
- Jacob Højlev Jørgensen : la juge
- Jytte Kvinesdal : Kirsten

## Distinction

### Récompense
- Berlinale 2016 : Ours d'argent de la meilleure actrice pour Trine Dyrholm[1].